# Megacrania
Megacrania is een geslacht van Phasmatodea uit de familie Phasmatidae. De wetenschappelijke naam van dit geslacht is voor het eerst geldig gepubliceerd in 1871 door Johann Jakob Kaup.

## Soorten
Het geslacht Megacrania omvat de volgende soorten:
- Megacrania alpheus (Westwood, 1859)
- Megacrania artus Hsiung, 2003
- Megacrania batesii Kirby, 1896
- Megacrania brocki Hsiung, 2002
- Megacrania nigrosulfurea Redtenbacher, 1908
- Megacrania obscurus Hsiung, 2007
- Megacrania phelaus (Westwood, 1859)
- Megacrania rentzi Hsiung, 2002
- Megacrania speiseri Carl, 1915
- Megacrania spina Hsiung, 2007
- Megacrania tsudai Shiraki, 1933
- Megacrania vickeri Hsiung, 2003
- Megacrania wegneri Willemse, 1955